# Wiktor Jasiński
Wiktor Jasiński (ur. 25 września 2000) – polski żużlowiec.

## Życiorys
Rozpoczął swoją przygodę ze sportami motorowymi od motocrossu. Zwyciężył w Pucharze Polski (sezony 2013–2014), został mistrzem strefy Polski Zachodniej (2013–2015) i zdobył tytuł drugiego wicemistrza Polski (2019).
Wychowanek Stali Gorzów Wielkopolski. Licencję żużlową uzyskał 4 lipca 2019 roku na torze w Toruniu.
Finalista srebrnego kasku (2021 – 3. miejsce), młodzieżowych mistrzostw Polski par klubowych (2019 – 5. miejsce, 2020 – 3. miejsce) i drużynowych mistrzostw Polski juniorów (2019 – 3 m.). Uczestnik ligi juniorów (2020 – 4 m.) i młodzieżowych indywidualnych mistrzostw wielkopolski (2019 – 4 m.).

## Osiągnięcia

### Punkty w poszczególnych zawodachGrand Prix
| Sezon 2020          |                     |                                 |                                 |                  |                  |                   |                   |         |         |         |         |         |         |         |         |         |         |         |         |         |         |        |        |        |        |        |        |        |        |        |        |        |        |        |        |
| GP Polski – Wrocław | GP Polski – Wrocław | GP Polski – Gorzów Wielkopolski | GP Polski – Gorzów Wielkopolski | GP Czech – Praga | GP Czech – Praga | GP Polski – Toruń | GP Polski – Toruń | miejsce | miejsce | miejsce | miejsce | miejsce | miejsce | miejsce | miejsce | miejsce | miejsce | miejsce | miejsce | miejsce | miejsce | punkty | punkty | punkty | punkty | punkty | punkty | punkty | punkty | punkty | punkty | punkty | punkty | punkty | punkty |
| –                   | –                   | 0                               | –                               | –                | –                | –                 | –                 | 21      | 21      | 21      | 21      | 21      | 21      | 21      | 21      | 21      | 21      | 21      | 21      | 21      | 21      | 0      | 0      | 0      | 0      | 0      | 0      | 0      | 0      | 0      | 0      | 0      | 0      | 0      | 0      |

| Statystyki        | Statystyki |
| ----------------- | ---------- |
| Starty            | 1          |
| Zwycięstwa        | 0          |
| Miejsca na podium | 0          |
| Finalista         | 0          |
| Punkty            | 0          |